# Ścinawa Mała
Ścinawa Mała (potocznie: Ścinawa Prudnicka, niem. Steinau in Oberschlesien) – wieś (dawniej miasto) w Polsce, położona w województwie opolskim, w powiecie nyskim, w gminie Korfantów. Historycznie leży na Górnym Śląsku, na ziemi prudnickiej. Położona jest na terenie Wysoczyzny Bialskiej, będącej częścią Niziny Śląskiej. Przepływa przez nią rzeka Ścinawa Niemodlińska.
W latach 1945–1954 miejscowość należała do gminy Śmicz w powiecie prudnickim. W latach 1975–1998 miejscowość administracyjnie należała do ówczesnego województwa opolskiego.
Według danych na 2011 wieś była zamieszkana przez 767 osób.

## Geografia
Wieś jest położona w południowo-zachodniej Polsce, w województwie opolskim, około 15 km od granicy z Czechami, w środkowej części Wysoczyzny Bialskiej, w Dolinie Górnej Ścinawy Niemodlińskiej, tuż przy granicy gminy Korfantów z gminami Prudnik i Biała w powiecie prudnickim. Należy do Euroregionu Pradziad.
W Ścinawie Małej panuje klimat umiarkowany ciepły. Średnia temperatura roczna wynosi +9,3 °C. Duże zróżnicowanie dotyczy termicznych pór roku. Średnie roczne opady atmosferyczne w rejonie Ścinawy Małej wynoszą 737 mm. Dominują wiatry zachodnie.

## Nazwa
W kronice łacińskiej Liber fundationis episcopatus Vratislaviensis (pol. Księga uposażeń biskupstwa wrocławskiego) spisanej w latach 1295–1305 miejscowość wymieniona jest w zlatynizowanej formie Stynavia. W roku 1613 śląski regionalista i historyk Mikołaj Henel z Prudnika wymienił miejscowość w swoim dziele o geografii Śląska pt. Silesiographia podając jej łacińską nazwę: Stinavia. W Spisie miejscowości województwa śląsko-dąbrowskiego łącznie z obszarem ziem odzyskanych Śląska Opolskiego wydanym w Katowicach w 1946 wieś wymieniona jest pod polską nazwą Ścinawa. 12 listopada 1946 nadano miejscowości, wówczas administracyjnie należącej do powiatu prudnickiego, nazwę Ścinawa Mała.

## Historia

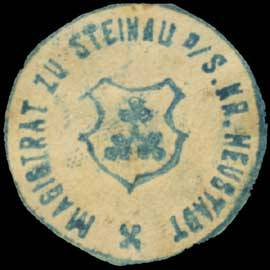
Pieczęć Ścinawy Małej

Miasto zostało lokowane na prawie zachodnim około 1222 roku, kiedy możnowładca Zbrosław uzyskał dla niej przywilej targowy od księcia Kazimierza I. Pierwszymi osadnikami w Ścinawie Małej przypuszczalnie byli Flamandowie. Pierwsza wzmianka o Ścinawie Małej pochodzi z 1235. W dokumencie z 1236 dotyczącym przekazania ośrodka targowego biskupowi wrocławskiemu Tomaszowi I, występuje wójt ścinawski Godinus. W 1268 rezydował tu kasztelan książęcy. Ścinawa Mała uczestniczyła w porozumieniu z Prudnikiem, Białą, Głogówkiem i Niemodlinem w sprawie ścigania i karania śmiercią przestępców. W 1383 miasto stało się własnością księcia Władysława Opolczyka.

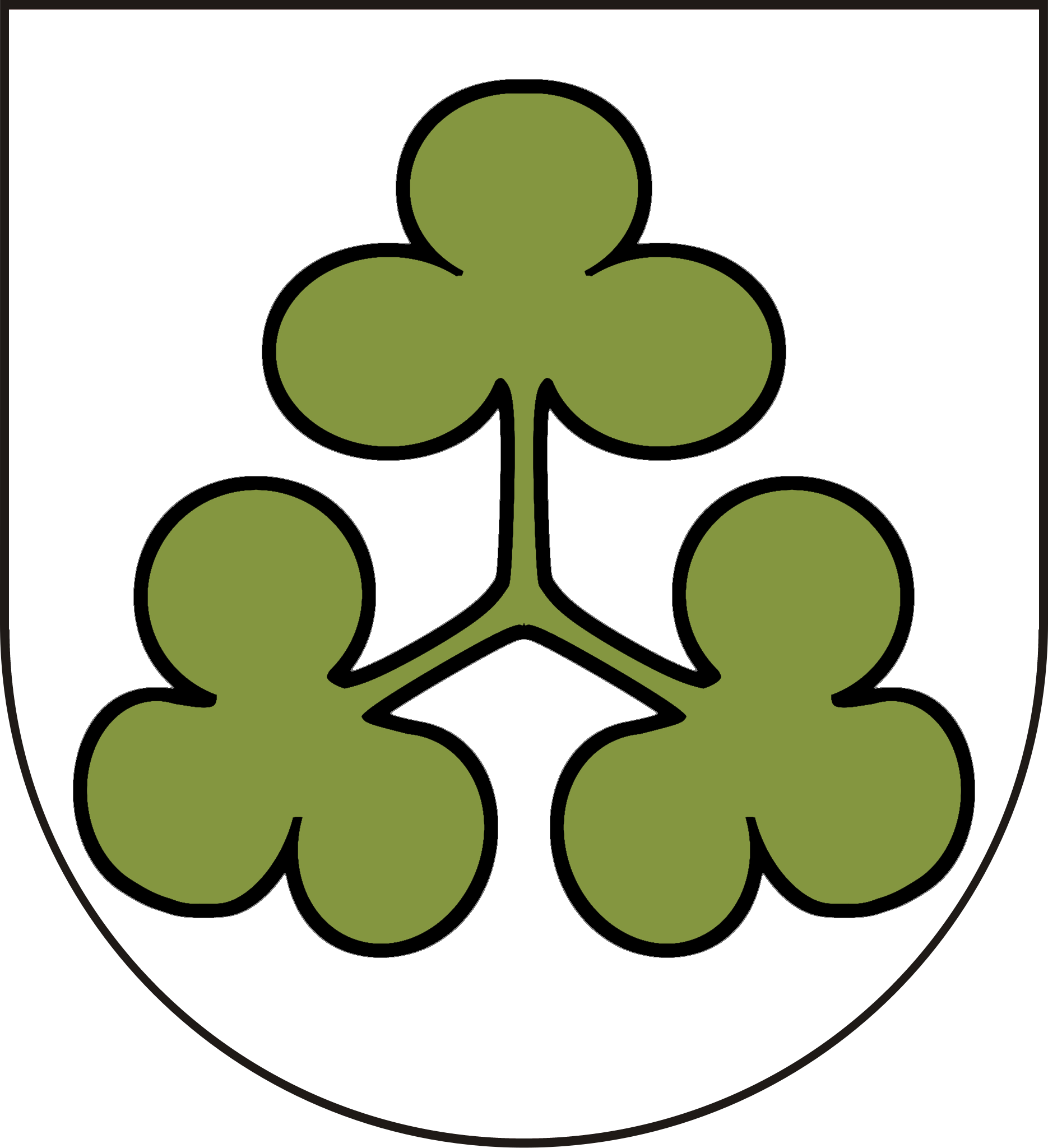
Dawny herb Ścinawy Małej

W 1534 Ścinawa Mała liczyła 80 obywateli, czyli około 480 mieszkańców. Wśród tychże 80 mieszczan, 57 miało nazwiska niemieckie, a 18 – polskie. Wraz z końcem XVI wieku miasto stało się własnością prywatną.

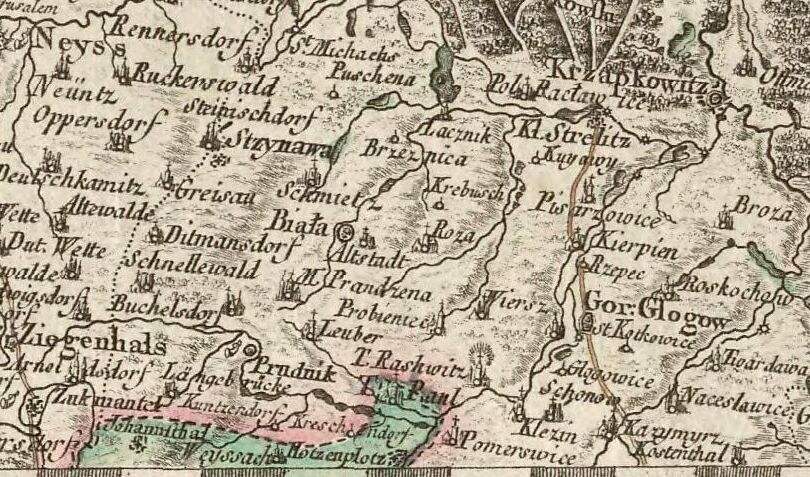
Ścinawa Mała (Stzynawa) wśród miejscowości ziemi prudnickiej na polskojęzycznej mapie z 1772

Do 1742 miasto było siedzibą gminy Ścinawa Mała w Monarchii Habsburgów. Po wojnach śląskich znalazło się w granicach Królestwa Prus i weszło w skład powiatu prudnickiego w prowincji Śląsk. W 1742 Ścinawie Małej został odebrany status miasta. Stała się wówczas osadą targową. Ścinawa Mała podzielona była na dwie części: miejską (targową) i wiejską, które pod koniec XIX wieku liczyły razem niemal 2 tysiące mieszkańców.
Według spisu ludności z 1 grudnia 1910, na 1535 mieszkańców Ścinawy Małej 1480 posługiwało się językiem niemieckim, 49 językiem polskim, a 6 było dwujęzycznych. W 1921 w zasięgu plebiscytu na Górnym Śląsku znalazła się tylko część powiatu prudnickiego. Ścinawa Mała znalazła się po stronie zachodniej, poza terenem plebiscytowym. We wsi utworzono lokalny oddział Prudnickiej Powiatowej Kasy Oszczędności.

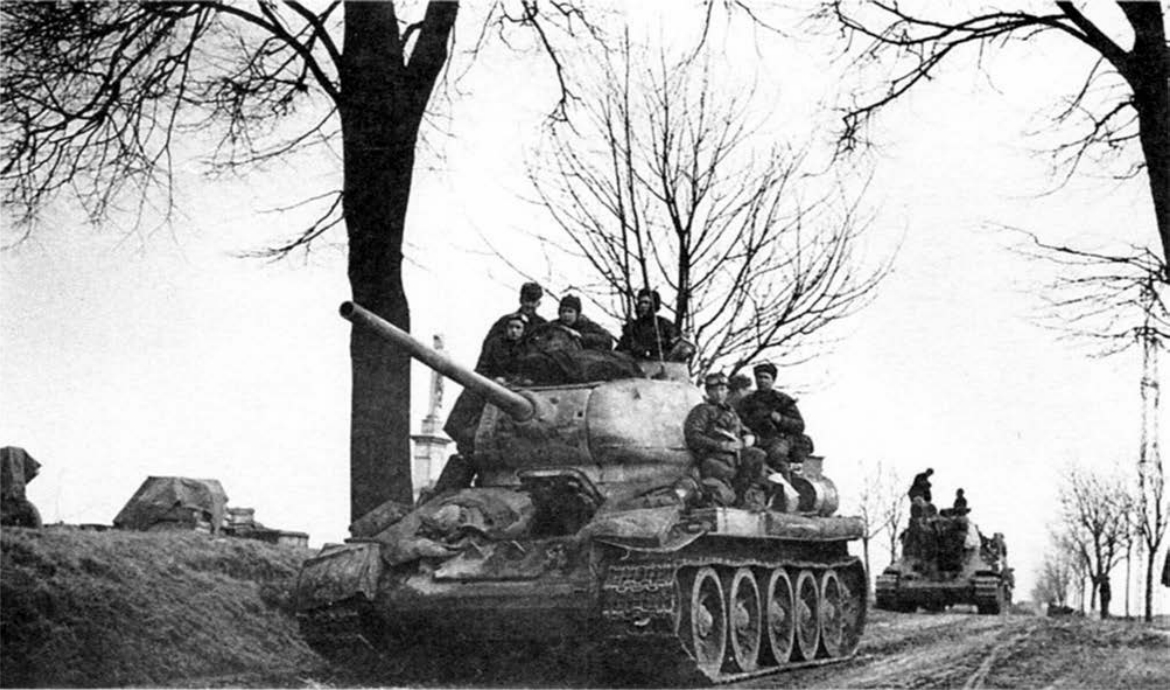
Czołgi kapitana gwardii Moskina wjeżdżające do Ścinawy 19 marca 1945 podczas walk o Prudnik

Podczas II wojny światowej w Ścinawie Małej znajdował się obóz pracy dla robotników przymusowych. Ścinawa Mała została zajęta przez Armię Czerwoną 17 marca 1945. Zdobyła ją część sił 120 Dywizji Piechoty pod dowództwem Iwana Goworowa. W rejonie walczyli Estończycy z 20 Dywizji Grenadierów SS.
Od marca do maja 1945 powiat prudnicki znajdował się pod kontrolą radzieckiej komendantury wojskowej. 11 maja 1945 polska administracja przejęła władzę cywilną w powiecie prudnickim. Wówczas w Ścinawie Małej została osiedlona część polskich repatriantów z Kresów Wschodnich a także osadników z Małopolski. Niemieckojęzyczna ludność została wysiedlona na zachód w 1946.
W latach 1945–1950 Ścinawa Mała należała do województwa śląskiego, a od 1950 do województwa opolskiego. W latach 1945–1954 wieś należała do gminy Śmicz, w latach 1954–1972 do gromady Ścinawa Nyska, a w latach 1973–1975 do gminy Ścinawa Nyska.
Do 1954 roku Ścinawa Mała należała do powiatu prudnickiego. W związku z reformą administracyjną, w 1954 Ścinawa Mała została odłączona od powiatu prudnickiego i przyłączona do nyskiego.
W 1946 w Ścinawie Małej znajdowała się siedziba jednego z okręgów sanitarnych Powiatowego Urzędu Zdrowia w Prudniku. W latach 1946–1947 w Ścinawie Małej powstała Gminna Spółdzielnia „Samopomoc Chłopska”. 21 lutego 1946 dokonano mordu na dwóch mieszkańcach wsi. W kwietniu 1947 w Ścinawie Małej wspólnie z kilkoma towarzyszami ukrywał się Zygmunt Szendzielarz ps. „Łupaszko”.
W okresie powojennym centrum Ścinawy Małej utraciło swój miejski charakter. Zachowało się zaledwie kilka kamienic, które w przeszłości gęsto otaczały Rynek i główną ulicę. Nie zachował się budynek znajdującego się w centrum Rynku ratusza z wieżyczką, w którym mieściła się gospoda. Zlikwidowana została linia kolejowa do Ścinawy Małej.

### Przynależność państwowa i administracyjna
| Okres     |                                                                                | Państwo                           | Zwierzchnictwo                    | Jednostka administracyjna                                                |
| --------- | ------------------------------------------------------------------------------ | --------------------------------- | --------------------------------- | ------------------------------------------------------------------------ |
| 1235–1281 |                                                                                | Księstwo opolsko-raciborskie      | Księstwo opolsko-raciborskie      | księstwo opolskie                                                        |
| 1281–1313 |                                                                                | Księstwo opolskie                 | Księstwo opolskie                 |                                                                          |
| 1313–1382 |                                                                                | Księstwo niemodlińskie            | Księstwo niemodlińskie            |                                                                          |
| 1382–1424 |                                                                                | Księstwo niemodlińsko-strzeleckie | Księstwo niemodlińsko-strzeleckie |                                                                          |
| 1424–1460 |                                                                                | Księstwo głogówecko-prudnickie    | Księstwo głogówecko-prudnickie    |                                                                          |
| 1460–1521 |                                                                                | Księstwo opolskie                 | Księstwo opolskie                 |                                                                          |
| 1521–1532 |                                                                                | Księstwo opolsko-raciborskie      | Księstwo opolsko-raciborskie      | księstwo opolskie                                                        |
| 1532–1742 | Monarchia Habsburgów                                                           | Monarchia Habsburgów              | Święte Cesarstwo Rzymskie         | księstwo opolsko-raciborskie, gmina Ścinawa Mała                         |
| 1742–1806 |                                                                                | Królestwo Prus                    | Święte Cesarstwo Rzymskie         | kamera wrocławska, departament wrocławski, powiat prudnicki              |
| 1806–1815 |                                                                                | Królestwo Prus                    | Królestwo Prus                    | kamera wrocławska, departament wrocławski, powiat prudnicki              |
| 1815–1871 | prowincja Śląsk, rejencja opolska, powiat prudnicki                            | Królestwo Prus                    | Królestwo Prus                    |                                                                          |
| 1871–1918 | Cesarstwo Niemieckie                                                           | Cesarstwo Niemieckie              | Cesarstwo Niemieckie              | Królestwo Prus, prowincja Śląsk, rejencja opolska, powiat prudnicki      |
| 1918–1919 |                                                                                | Republika Weimarska               | Republika Weimarska               | Wolne Państwo Prusy, prowincja Śląsk, rejencja opolska, powiat prudnicki |
| 1919–1933 | Wolne Państwo Prusy, prowincja Górny Śląsk, rejencja opolska, powiat prudnicki | Republika Weimarska               | Republika Weimarska               |                                                                          |
| 1933–1938 | Wolne Państwo Prusy, prowincja Górny Śląsk, rejencja opolska, powiat prudnicki | III Rzesza                        | III Rzesza                        | III Rzesza                                                               |
| 1938–1941 | Wolne Państwo Prusy, prowincja Śląsk, rejencja opolska, powiat prudnicki       | III Rzesza                        | III Rzesza                        | III Rzesza                                                               |
| 1941–1945 | Wolne Państwo Prusy, prowincja Górny Śląsk, rejencja opolska, powiat prudnicki | III Rzesza                        | III Rzesza                        | III Rzesza                                                               |
| 1945–1946 |                                                                                | Rzeczpospolita Polska             | Rzeczpospolita Polska             | Okręg I (Śląsk Opolski)                                                  |
| 1946–1950 | województwo śląskie, powiat prudnicki, gmina Śmicz                             | Rzeczpospolita Polska             | Rzeczpospolita Polska             |                                                                          |
| 1950–1952 | województwo opolskie, powiat prudnicki, gmina Śmicz                            | Rzeczpospolita Polska             | Rzeczpospolita Polska             |                                                                          |
| 1952–1954 | województwo opolskie, powiat prudnicki, gmina Śmicz                            |                                   | Polska Rzeczpospolita Ludowa      | Polska Rzeczpospolita Ludowa                                             |
| 1954–1973 | województwo opolskie, powiat nyski, gromada Ścinawa Nyska                      |                                   | Polska Rzeczpospolita Ludowa      | Polska Rzeczpospolita Ludowa                                             |
| 1973–1975 | województwo opolskie, powiat nyski, gmina Ścinawa Nyska                        |                                   | Polska Rzeczpospolita Ludowa      | Polska Rzeczpospolita Ludowa                                             |
| 1975–1989 | województwo opolskie, gmina Korfantów                                          |                                   | Polska Rzeczpospolita Ludowa      | Polska Rzeczpospolita Ludowa                                             |
| 1989–1998 | województwo opolskie, gmina Korfantów                                          | Polska                            | Rzeczpospolita Polska             | Rzeczpospolita Polska                                                    |
| od 1999   | województwo opolskie, powiat nyski, gmina Korfantów                            | Polska                            | Rzeczpospolita Polska             | Rzeczpospolita Polska                                                    |

## Liczba mieszkańców wsi
- 1534 – ok. 480[13]
- 1871 – 1981[31]
- 1885 – 1846[32]
- 1905 – 1611[33]
- 1910 – 1535[18]
- 1933 – 1337[34]
- 1939 – 1594[34]
- 1950 – 925[35]
- 1960 – 935[35]
- 1966 – 971[36]
- 1970 – 984[35]
- 1978 – 918[35]
- 1985 – 900[35]
- 1998 – 884[37]
- 2002 – 867[37]
- 2009 – 796[37]
- 2011 – 767[37]
- 2021 – 642[37]

## Zabytki

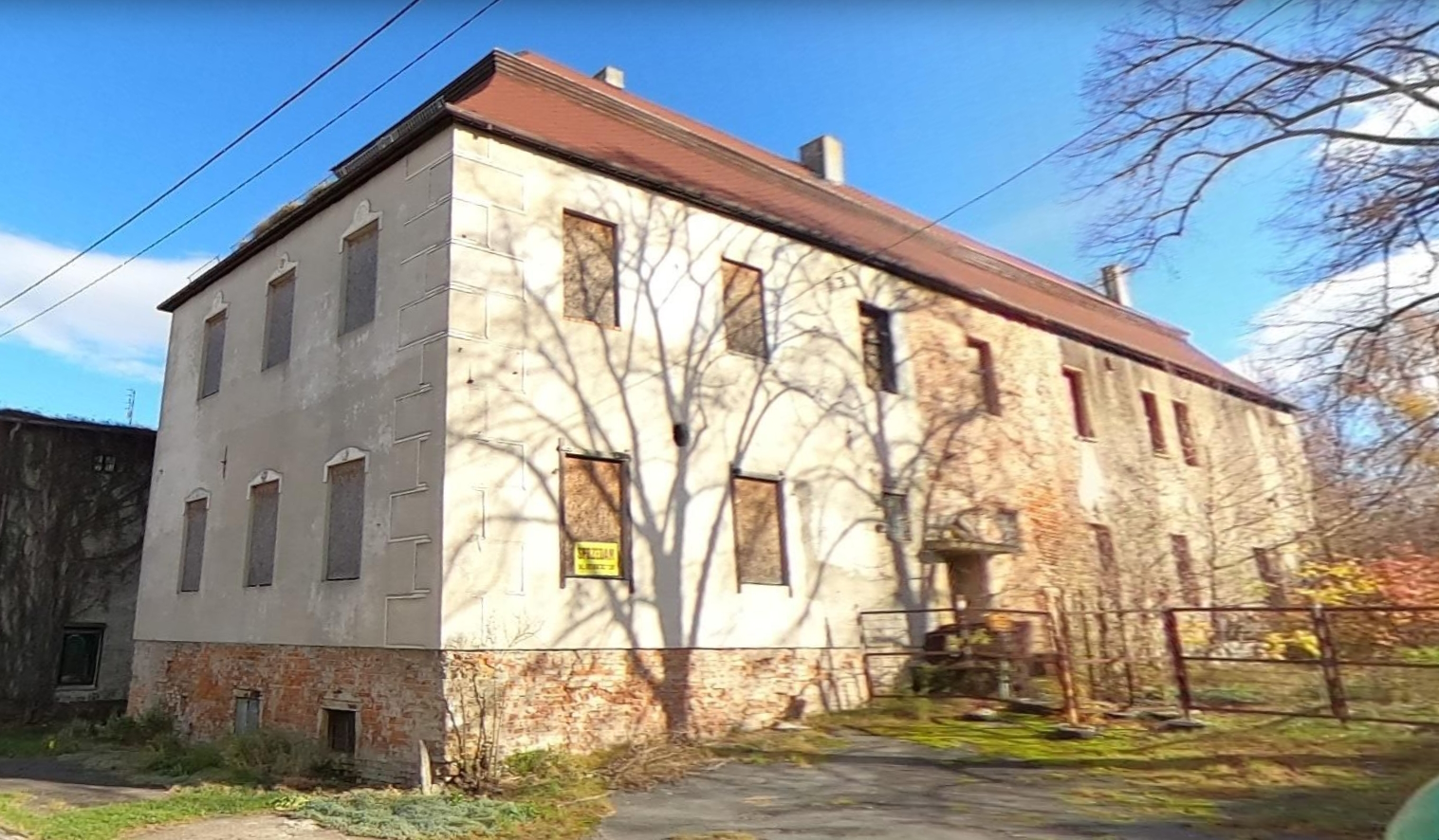
Dwór, ul. Prudnicka 3

Do wojewódzkiego rejestru zabytków wpisane są:
- kościół par. pw. Nawiedzenia NMP, z XIV w., XVIII w.
- dwór, ul. Prudnicka 3, z 1600 r., XVIII w.

Zgodnie z gminną ewidencją zabytków w Ścinawie Małej chronione są ponadto:
- układ ruralistyczny wsi
- plebania, ul. Klasztorna 2
- kaplica św. Józefa, w polu (działka nr 580/3)
- budynek mieszkalny, ul. Klasztorna 14
- cmentarz rzymskokatolicki

## Gospodarka
W Ścinawie Małej znajduje się punkt kasowy Banku Spółdzielczego w Prudniku.

## Transport

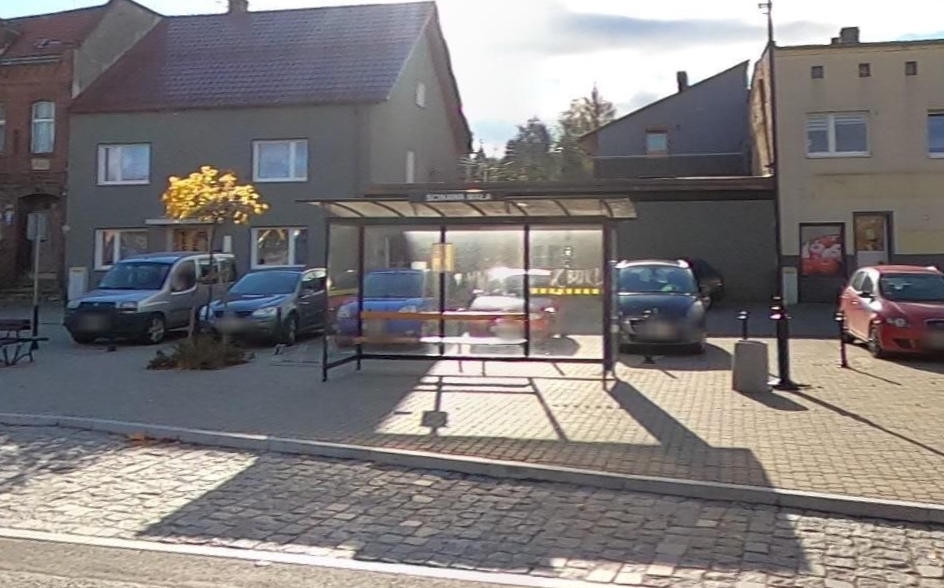
Przystanek autobusowy

Ścinawa Mała posiada połączenia autobusowe z Niemodlinem, Nysą, Prudnikiem, Przydrożem Małym, Rudziczką, Pleśnicą, Puszyną.
Transport autobusowy w Ścinawie Małej obsługiwany był przez PKS Prudnik. W 2004 prudnicki PKS został sprywatyzowany z udziałem Connex Polska. W 2008, w wyniku połączenia spółek PKS Connex Prudnik i PKS Connex Kędzierzyn-Koźle, utworzona została spółka Veolia Transport Opolszczyzna, w 2013 przejęta przez Arriva Bus Transport Polska. W 2019 Arriva wycofała się z Prudnika. Wówczas organizacją przewozów pasażerskich w Ścinawie Małej i okolicy zajęły się ościenne PKS-y. W grudniu 2021 powołano Powiatowo-Gminny Związek Transportu „Pogranicze”, mający na celu poprawę jakości transportu.

## Oświata
W Ścinawie Małej znajduje się Szkoła Podstawowa im. I Armii Wojska Polskiego, która wraz z Publicznym Przedszkolem w Ścinawie Nyskiej z Oddziałem w Węży wchodzi w skład Zespołu Szkolno-Przedszkolnego w Ścinawie Małej, działającego od 1 września 2012.

## Religia

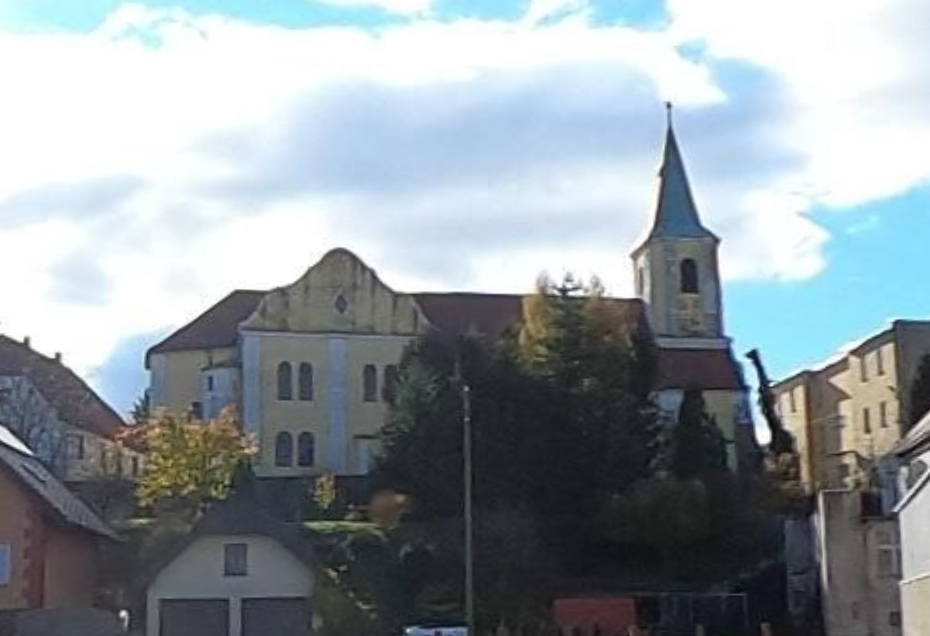
Kościół Nawiedzenia NMP

W Ścinawie Małej znajduje się katolicki kościół Nawiedzenia Najświętszej Maryi Panny, który jest siedzibą parafii Nawiedzenia Najświętszej Maryi Panny (dekanat Biała).

## Sport
W południowej części wsi, obok boiska i kąpieliska, znajduje się strzelnica otwarta, której właścicielem jest Klub Strzelecki „Strzał” Powiatu Prudnickiego. Strzelnica ma 50 m długości i cztery stanowiska strzeleckie. Obiekt strzelnicy powstał przed II wojną światową, do 1985 był użytkowany przez Ligę Obrony Kraju. W 2017 został reaktywowany przez Klub Strzelecki „Strzał” Powiatu Prudnickiego.

## Turystyka
Oddział PTTK „Sudetów Wschodnich” w Prudniku ustanowił turystyczną Odznakę Krajoznawczą Ziemi Prudnickiej, którą zdobywa się poprzez zwiedzenie odpowiedniej liczby obiektów w miejscowościach położonych na ziemi prudnickiej, w tym w Ścinawie Małej.

## Bezpieczeństwo
W zakresie ochrony przeciwpożarowej oraz ratownictwa miejscowość Ścinawa Mała jest obsługiwana przez Ochotniczą Straż Pożarną (OSP) Ścinawa Mała, która jest częścią Krajowego Systemu Ratowniczo-Gaśniczego (KSRG). Jednostka OSP aktywnie uczestniczy w akcjach ratowniczo-gaśniczych, zapobiegając pożarom oraz pomagając w likwidacji innych zagrożeń lokalnych. Dodatkowo wsparcie zapewnia Jednostka Ratowniczo-Gaśnicza PSP w Prudniku

## Ludzie związani z Ścinawą Małą
- Tadeusz Nowacki – publicysta, poseł na Sejm, urodzony w Ścinawie Małej